# Carolina Mout
 (février 2019).
Si vous disposez d'ouvrages ou d'articles de référence ou si vous connaissez des sites web de qualité traitant du thème abordé ici, merci de compléter l'article en donnant les références utiles à sa vérifiabilité et en les liant à la section « Notes et références ».
 (février 2019).
Pour les articles homonymes, voir Mout (homonymie).
Carolina Mout, née le 27 juillet 1962 à Barneveld,, est une actrice et doubleuse néerlandaise.

## Filmographie

### Cinéma et téléfilms
- 1994 : Vrouwenvleugel (nl) : La femme
- 1994 : Sam sam (nl) : Annette
- 1997 : Unit 13 : Heleen Verhage
- 2000 : Russen (nl) : La maman
- 2003 : Ernstige delicten (nl) : L'infirmière
- 2003 : Wet & Waan (nl) : Loes
- 2010 : Verborgen verhalen (nl) : Mme Wolters
- 2013 : Bobby et les chasseurs de fantômes (nl) : Mme Hansen
- 2015-2017 : Familie Kruys (nl) : Yvonne Smit